# Armando Filiput
Armando Filiput (Ronchi dei Legionari, 19 dicembre 1923 – Ronchi dei Legionari, 30 marzo 1982) è stato un ostacolista italiano, campione europeo dei 400 metri ostacoli a Bruxelles 1950.

## Biografia
Armando Filiput è stato un versatile atleta italiano, praticando sin dalla gioventù numerosi sport: oltre all'atletica leggera, ha conseguito eccellenti risultati nel calcio (giocando in serie C) e nella pallacanestro (serie A). Suo fratello Livio giocò in Serie A con la maglia del Bologna.
Durante la sua carriera nell'atletica leggera ha rappresentato l'Italia in 22 occasioni. I migliori risultati in carriera sono stati la vittoria del titolo europeo nei 400 metri ostacoli, ottenuta a Bruxelles il 27 agosto 1950 e, nell'ottobre dello stesso anno, la realizzazione del record mondiale sulle 440 iarde ostacoli in una gara tenutasi all'Arena Civica di Milano (in cui, al passaggio ai 400 metri, ottenne anche il record europeo).
Tra il 1946 ed il 1954 è stato per 7 volte campione italiano nei 400 metri ostacoli e 3 volte nella staffetta 4×400 metri, partecipando inoltre ai Giochi olimpici di Helsinki 1952.
Fu avversario di Ottavio Missoni, quando questi era ancora un atleta di prestigio.

## Palmarès
| Anno | Manifestazione          | Sede        | Evento   | Risultato  | Prestazione | Note                  |
| ---- | ----------------------- | ----------- | -------- | ---------- | ----------- | --------------------- |
| 1950 | Europei                 | Bruxelles   | 400 m hs | Oro        | 51"9        | Record dei campionati |
| 1950 | Europei                 | Bruxelles   | 4×400 m  | Argento    | 3'11"0      |                       |
| 1951 | Giochi del Mediterraneo | Alessandria | 400 m hs | Oro        | 53"8        |                       |
| 1952 | Giochi olimpici         | Helsinki    | 400 m hs | 6º         | 54"4        |                       |
| 1952 | Giochi olimpici         | Helsinki    | 4×400 m  | Batteria   | 3'15"2      |                       |
| 1954 | Europei                 | Berna       | 400 m hs | Semifinale | 52"3        |                       |
| 1955 | Giochi del Mediterraneo | Barcellona  | 400 m hs | Bronzo     | 53"4        |                       |

## Campionati nazionali
- 7 volte campione nazionale assoluto dei 400 m ostacoli (1946, 1949, 1950, 1951, 1952, 1953, 1954)
- 3 volte campione nazionale assoluto della staffetta 4×400 m (1949, 1951, 1952)